# Caffrogobius saldanha
Caffrogobius saldanha je paprskoploutvá ryba z čeledi hlaváčovití (Gobiidae).
Druh byl popsán roku 1927 ichtyologem Keppelem Harcourtem Barnardem.

## Popis a výskyt
Maximální délka ryby je 12,5 cm.
Tělo protáhlé, válcovité, vzadu stlačené. Hlava lehce stlačená. Spodní část hlavy černá či šedá. Tělo nažloutlé se 4–5 nepravidelnými řadami černých teček tvořících krátké vodorovné linie. Tmavě tečky různých velikostí na hlavě. Černá skvrna mezi pátým a šestým trnem první hřbetní ploutve. Hřbetní ploutve s 2–3 vodorovnými pruhy nebo řadami černých teček. Ocasní ploutev se 4–8 vertikálními řadami černých teček. Břišní a řitní ploutve jsou u většiny bezbarvé.
Byla nalezena ve vodách jihovýchodního Atlantiku: od Namibie po East London. Obývá pobřežní a přílivové vody, a také ústí řek.